# Acacia pterocaulon
Acacia pterocaulon là một loài thực vật có hoa trong họ Đậu. Loài này được Maslin miêu tả khoa học đầu tiên.